# Praia dos Coqueiros
Praia dos Coqueiros ist ein Strand der osttimoresischen Landeshauptstadt Dili. Er nimmt den westlichsten Teil der Küste der Bucht von Dili ein. Nach ihm erhielt auch der angrenzende Stadtteil seinen Namen.

## Name

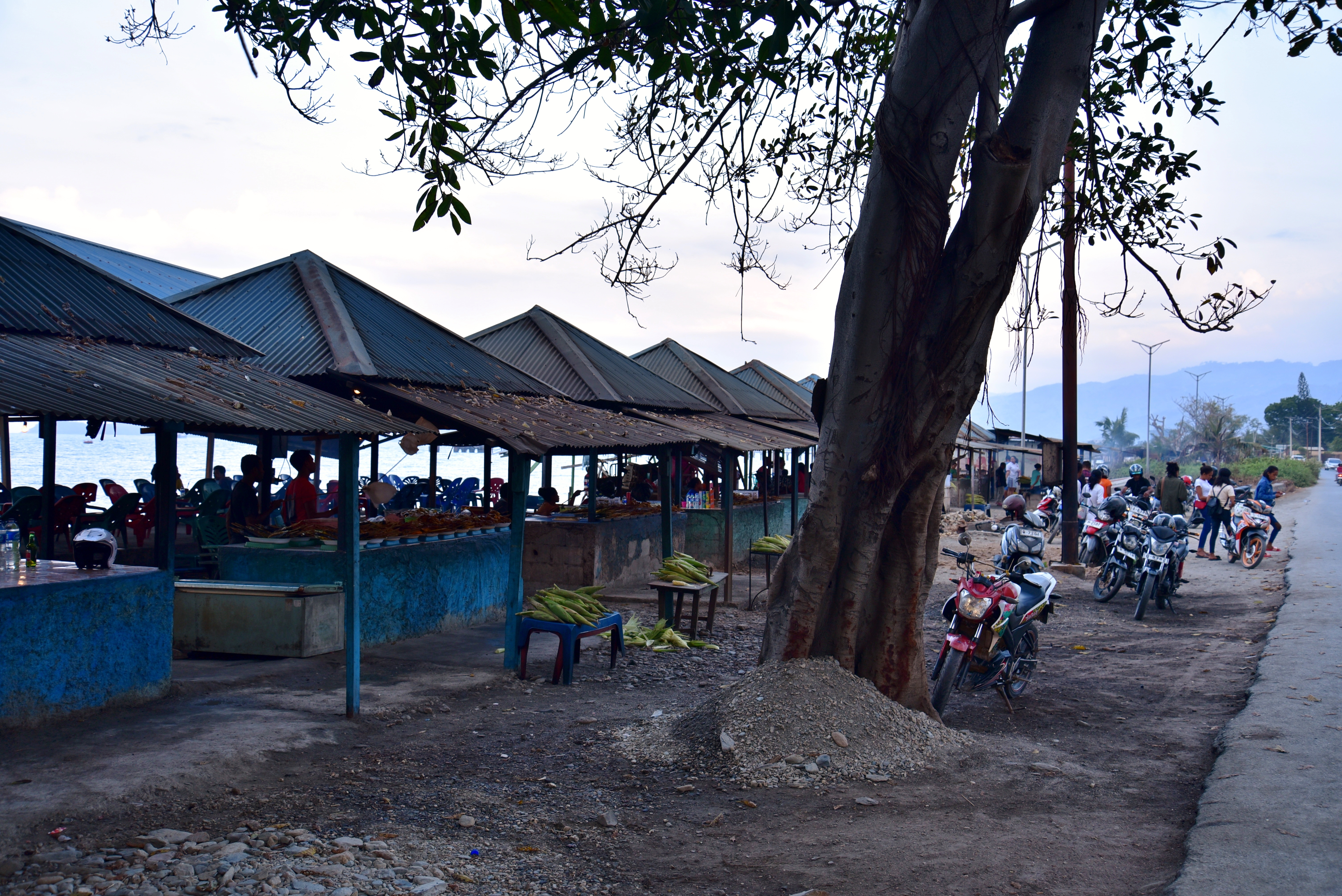
Hahaan-Markt im Westen

Der portugiesische Name bedeutet übersetzt „Kokosnussstrand“. In der indonesischen Besatzungszeit (1975–1999) wurde der Name in Bahasa Indonesia übersetzt: Panta Kelapa (Pantakelapa). Nach der Entlassung Osttimors in die Unabhängigkeit 2002 wurde der portugiesische Name wieder zur offiziellen Version erhoben, nach dem im Westen auch die Küstenstraße Avenida Praia dos Coqueiros ihren Namen erhielt. Im alltäglichen Sprachgebrauch benutzen viele Einheimische weiterhin den indonesischen Namen.

## Geographie

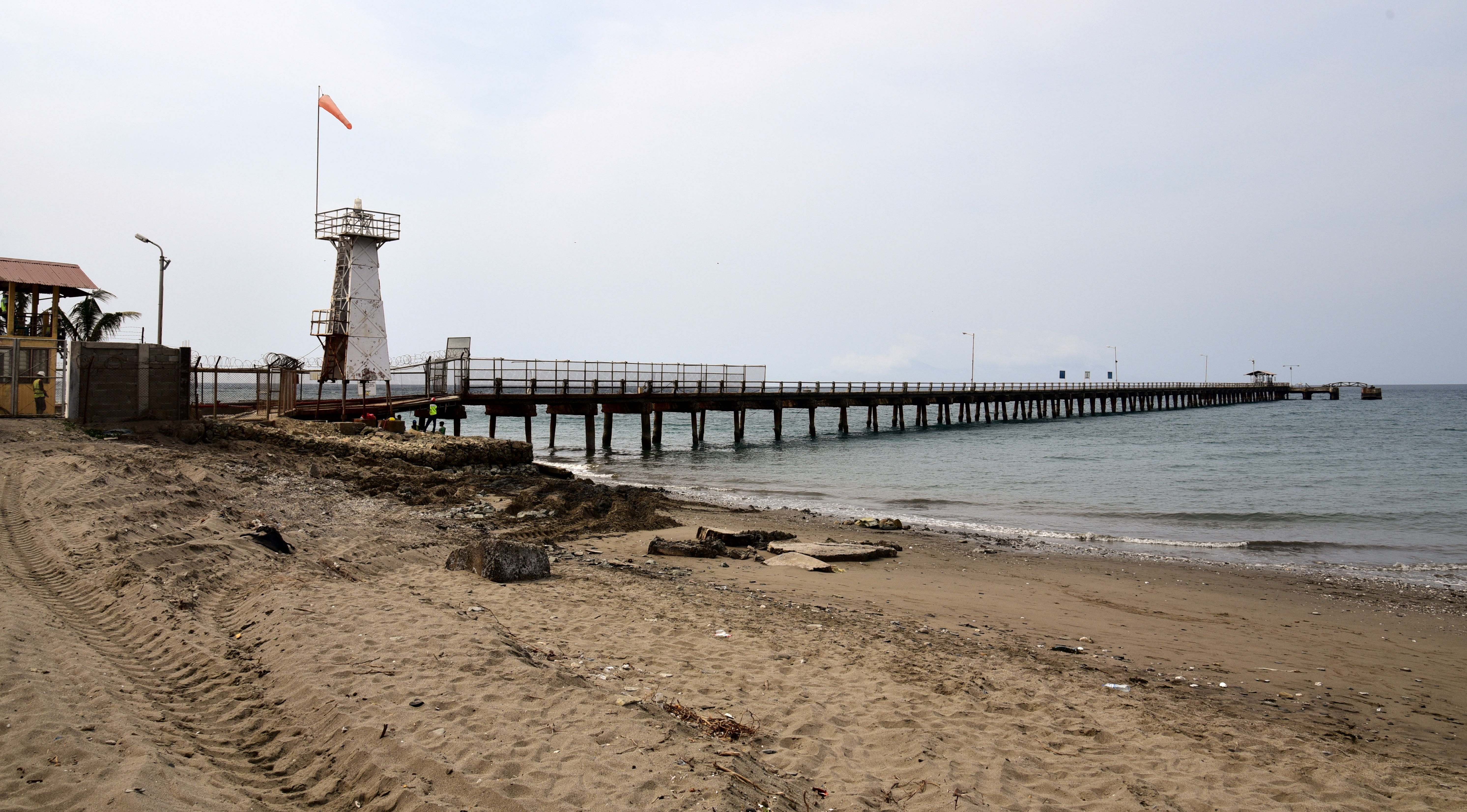
Pertamina-Pier

Der Strand reicht von der Mündung des Rio Comoro im Westen bis zur Mündung des Maloa im Osten und erstreckt sich damit über die Küste der Sucos Bebonuk, Fatuhada und Kampung Alor. Im Westen liegt hinter dem Strand die Avenida Praia dos Coqueiros. Im Nordosten Bebonuks liegt an der Küste dann das Pertamina-Erdöldepot, mit dem Pertamina-Pier. Dahinter erreicht die Avenida de Portugal die Küste und folgt ihr dann in Richtung Osten, über den Maloa hinaus.
Der Stadtteil, der den Suco Bebonuk bildet, wird bis hinab zur Avenida Nicolau Lobato im alltäglichen Sprachgebrauch nach dem Strand benannt, ebenso die Straßenblocks an der Küste, östlich des Erdöllagers.